# Мартынычев, Кирилл Иванович
Кирилл Иванович Мартынычев (род. 5 мая 2002, Санкт-Петербург) — российский пловец, чемпион и призёр чемпионатов России, участник летних Олимпийских игр 2020 года, мастер спорта России международного класса (2020).

## Биография
Мартынычев уроженец Санкт-Петербурга. В возрасте пяти лет стал увлекаться плаванием и футболом, но когда пришло время выбирать между двумя видами спорта, выбрал плавание. Проходил обучение в спортивной школе олимпийского резерва № 1, где тренировался под руководством Никиты Луговкина.

## Карьера
В 2017 году удостоена звание «Мастер спорта России», в 2020 году — «Мастер спорта международного класса».
Принимал участие в заплывах Чемпионата Европы среди юношей 2019 года, где лидировал в заплыве на 1500 метров вольным стилем и установил рекорд соревнований — 15.01,59, став чемпионом.
В 2021 году принимал участие в летних Олимпийских играх в Токио. 30 июля 2021 года российский пловец вышел в финал в заплыве на 1500 метров. В финальном заплыве занял 6-е место.
Неоднократный призёр победитель чемпионатов и кубков России.

## Документы
- Приказ о присвоении звания «Мастер спорта России международного класса»